# August Niemann (Schauspieler)
Karl August Schultz-Niemann (* 4. August 1837 in Christianslust bei Nottfeld; † 31. Dezember 1902 in Hamburg) war ein deutscher Theaterschauspieler.

## Leben
Niemann erhielt seine Ausbildung bei Karl Töpfer, war in Hamburg, Bremen, Braunschweig, Petersburg und München engagiert, seine beliebtesten Rollen waren „Don Carlos“, „Mortimer“, „Othello“, „Petruchio“ etc. und wirkte lange Jahre als Direktor der Hamburger Theaterakademie.
Er starb am 31. Dezember 1902 im Werk- und Armenhaus in Hamburg.

## Schüler (Auswahl)
- Georg Albert Hübener, Hugo Jessen

## Belege
1. 1 2  Standesamt Hamburg 21a: Sterberegister. Nr. 4/1903.

Dieser Artikel basiert auf einem gemeinfreien Text aus Ludwig Eisenbergs Großem biographischen Lexikon der deutschen Bühne im 19. Jahrhundert, Ausgabe von 1903.
| Personendaten    | Personendaten                                     |
| ---------------- | ------------------------------------------------- |
| NAME             | Niemann, August                                   |
| ALTERNATIVNAMEN  | Schultz-Niemann, Karl August (vollständiger Name) |
| KURZBESCHREIBUNG | deutscher Theaterschauspieler                     |
| GEBURTSDATUM     | 4. August 1837                                    |
| GEBURTSORT       | Christianslust, Nottfeld                          |
| STERBEDATUM      | 31. Dezember 1902                                 |
| STERBEORT        | Hamburg                                           |